# Lucy van Pelt
Lucille « Lucy » van Pelt est un personnage apparaissant dans le comic-strip Peanuts créé par Charles M. Schulz. Elle est la sœur ainée de Linus et de Rerun. Elle est souvent de mauvaise humeur et autoritaire,. Elle a les idées très arrêtées sur de nombreux sujets et s'en prend à plusieurs autres personnages, en particulier Linus et Charlie Brown, qu'elle tyrannise à de nombreuses occasions. Elle est amoureuse de Schroeder, mais ce dernier n'y prête pas attention et reste concentré sur son piano-jouet.
Elle fait sa première apparition dans les Peanuts le 3 mars 1952,.